# Gurania orteguazensis
Gurania orteguazensis är en gurkväxtart som beskrevs av José Cuatrecasas. Gurania orteguazensis ingår i släktet Gurania och familjen gurkväxter. Inga underarter finns listade i Catalogue of Life.